# Emergent
Emergent è il secondo album in studio del gruppo musicale statunitense Gordian Knot, pubblicato nel 2003.

## Descrizione
Si presenta come un album tendenzialmente death metal.

## Tracce
Testi e musiche di Sean Malone.
1. Arsis – 1:59
2. Muttersprache – 6:26
3. A Shaman's Whisper – 6:33
4. Fischer's Gambit – 5:43
5. Grace (Live) – 8:27
6. Some Brighter Thing – 7:34
7. The Brook the Ocean – 4:06
8. Singing Deep Mountain – 9:00
9. Surround Me (Japan Bonus Track) – 5:28

## Formazione
Gruppo
- Paul Masvidal – voce, chitarra
- Sean Malone – basso, Chapman Stick
- Adam Levy - chitarra
- Kevin Moore - tastiera
- Sean Reinert – batteria